# Nobara Linux
Nobara Linux  è una distribuzione Linux basata su Fedora Linux, e sviluppata da Thomas Crider conosciuto anche come "Glorious Eggroll"  e famoso per aver sviluppato Proton-GE.

## Storia
La prima release di Nobara Linux è stata rilasciato il 10 luglio 2022.  È sviluppata e mantenuta da Thomas Crider, ex dipendente Red Hat, residente a Denver, Colorado, Stati Uniti.

## Caratteristiche
Nobara Linux mira a fornire agli utenti meno esperti un ambiente completo per l'utilizzo quotidiano e colmare la mancanza di Fedora Linux che, come cita il sito stesso di Nobara Linux,  "manca di pacchetti di terze parti o proprietari in una nuova installazione".
La distribuzione mette a disposizione tutti i pacchetti comunemente utilizzati dai giocatori per default. Come riportato dal sito ufficiale di Nobara, "le dipendenze di WINE, obs-studio, i codec di terze parti come quelli per gstreamer, driver di terze parti come i driver NVIDIA", insieme ad altre funzionalità sono state introdotte per migliorare l'esperienza utente e in particolare per i giocatori.

## Installazione
Dal sito di Nobara Linux possono essere scaricare le immagini ISO pronte per essere scritte su un dispositivo USB avviabile. Il team di Nobara Linux consiglia di utilizzare il software Balena Etcher per creare un dispositivo USB avviabile.
Vengono messe a disposizione cinque versioni di Nobara con ambienti desktop differenti e peculiarità specifiche:
- Official - Versione che offre un ambiente KDE customizzato dal team di Nobara
- GNOME - Versione che offre GNOME come ambiente desktop
- KDE  - Versione che offre KDE, nella sua versione ufficiale, come ambiente desktop
- Steam-HTPC - Versione di Nobara che utilizza KDE e personalizzata per assomigliare a Steam Deck, pensava per HTPC
- Steam-Handhelp - Versione di Nobara che utilizza KDE e personalizzata per assomigliare a Steam Deck, pensava per dispositivi portatili

Per l'installazione di Nobara va disattivato Secureboot poiché non supportato.